# Winter-Asienspiele 1996/Skilanglauf
Bei den Winter-Asienspielen 1996 in Harbin (Volksrepublik China) wurden  die Wettbewerbe im Skilanglauf zwischen dem 6. Februar und dem 11. Februar 1996 ausgetragen.

## Skilanglauf Männer

### 10 km klassisch
| Platz | Sportler        | Land                | Zeit        |
| ----- | --------------- | ------------------- | ----------- |
| 1     | Pawel Rjabinin  | Kasachstan          | 29:11,7 min |
| 2     | Wladimir Borzow | Kasachstan          | 29:40,7 min |
| 3     | Park Byung-Chul | Südkorea            | 30:11,5 min |
| 4     | Daichi Azegami  | Japan               | 30:14,3 min |
| 5     | Qu Donghai      | Volksrepublik China | 30:20,4 min |
| 6     | Hideo Okomoto   | Japan               | 30:28,9 min |
| 7     | Andrei Newsorow | Kasachstan          | 30:31,7 min |
| 8     | Chen Guoguang   | Volksrepublik China | 30:39,5 min |

Datum: 11. Februar

### 15 km Freistil
| Platz | Sportler         | Land                | Zeit        |
| ----- | ---------------- | ------------------- | ----------- |
| 1     | Pawel Rjabinin   | Kasachstan          | 40:19,1 min |
| 2     | Qu Donghai       | Volksrepublik China | 40:41,7 min |
| 3     | Wladimir Borzow  | Kasachstan          | 41:04,2 min |
| 4     | Xu Zhongcheng    | Volksrepublik China | 41:22,5 min |
| 5     | Andrei Newsorow  | Kasachstan          | 41:40,7 min |
| 6     | Yoshikazu Takeda | Japan               | 41:40,8 min |
| 7     | Nikolai Iwanow   | Kasachstan          | 41:51,2 min |
| 8     | Daichi Azegami   | Japan               | 42:09,3 min |

Datum: 6. Februar

### 4 × 10-km-Staffel
| Platz | Sportler                         | Land                | Zeit |
| ----- | -------------------------------- | ------------------- | ---- |
| 1     | Wladimir Borzow Pawel Rjabinin ? | Kasachstan          |      |
| 2     | ? ?                              | Japan               |      |
| 3     | Qu Donghai ? ?                   | Volksrepublik China |      |

Datum:

## Skilanglauf Frauen

### 5 km klassisch
| Platz | Sportler             | Land                | Zeit        |
| ----- | -------------------- | ------------------- | ----------- |
| 1     | Oksana Jatskaja      | Kasachstan          | 16:24,5 min |
| 2     | Sumiko Yokoyama      | Japan               | 16:44,4 min |
| 3     | Jelena Tschernezowa  | Kasachstan          | 16:58,1 min |
| 4     | Guo Dongling         | Volksrepublik China | 17:06,0 min |
| 5     | Luan Zhengrong       | Volksrepublik China | 17:30,9 min |
| 6     | Midori Furusawa      | Japan               | 17:42,5 min |
| 7     | Yuko Takeda          | Japan               | 17:49,9 min |
| 8     | Swetlana Schischkina | Kasachstan          | 17:50,1 min |

Datum: 11. Februar

### 10 km Freistil
| Platz | Sportler        | Land                | Zeit        |
| ----- | --------------- | ------------------- | ----------- |
| 1     | Sumiko Yokoyama | Japan               | 30:14,0 min |
| 2     | Yu Shumei       | Volksrepublik China | 30:16,0 min |
| 3     | Guo Dongling    | Volksrepublik China | 31:23,6 min |
| 4     | Jinfon Wang     | Volksrepublik China | 31:33,1 min |
| 5     | Luan Zhengrong  | Volksrepublik China | 32:00,1 min |
| 6     | Oksana Jatskaja | Kasachstan          | 32:09,6 min |
| 7     | Midori Furusawa | Japan               | 32:35,5 min |
| 8     | Kanoko Goto     | Japan               | 32:48,1 min |

Datum: 6. Februar

### 4 × 5-km-Staffel
| Platz | Sportler                                                   | Land                | Zeit |
| ----- | ---------------------------------------------------------- | ------------------- | ---- |
| 1     | Guo Dongling Luan Zhengrong Wang Jinfen Yu Shumei          | Volksrepublik China |      |
| 2     | Jelena Tschernezowa Swetlana Schischkina Oksana Jatskaja ? | Kasachstan          |      |
| 3     | Sumiko Yokoyama ? ?                                        | Japan               |      |

Datum: